# Miloš Mihajlov
Miloš Mihajlov (in serbo Милош Михајлов?; Belgrado, 15 dicembre 1982) è un ex calciatore serbo, di ruolo difensore.

## Carriera

### Club
Mihajlov giocò nel Voždovac, prima di trasferirsi al Partizan. Rimase in squadra per un anno e mezzo, per poi accordarsi con i turchi del Konyaspor. Nel 2009, fu ingaggiato dai rumeni del Politehnica Iași, per cui debuttò nella Liga I in data 23 ottobre: fu schierato titolare nella sconfitta per 4-0 in casa dell'Oțelul Galați.
Nel 2010, fu messo sotto contratto dai cinesi del Changchun Yatai. L'esordio con questa maglia arrivò il 24 luglio, in occasione della sconfitta per 1-2 contro il Chongqing Lifan. Terminata questa esperienza, passò ai kazaki del Jetisw, dove rimase per due stagioni.
Nel 2013, Mihajlov fu ingaggiato dai norvegesi del Sandnes Ulf, assieme al connazionale Nemanja Jovanović: i due non poterono effettuare però immediatamente il loro esordio con la nuova maglia, a causa di alcuni problemi legati al permesso di lavoro. Il 12 aprile, i due superarono gli ostacoli burocratici e furono aggregati alla prima squadra in vista della sfida contro il Tromsø. Firmò un contratto annuale. Il suo contratto giunse alla scadenza senza che le parti riuscissero a trovare un accordo per il rinnovo.
Il 29 gennaio 2014 firmò allora per il Voždovac.